# Uralski (Perm)
Uralski (russisch Ура́льский) ist eine Siedlung städtischen Typs in der Region Perm in Russland mit 8014 Einwohnern (Stand 14. Oktober 2010).

## Geographie
Der Ort liegt gut 40 km Luftlinie westlich des Regionsverwaltungszentrums Perm im westlichen Vorland des Ural. Er befindet sich am rechten Ufer der Kama, die dort im oberen Teil des Staubereichs des Wotkinsker Stausees etwa einen Kilometer breit ist.
Uralski gehört zum Rajon Nytwenski und liegt etwa 13 km östlich von dessen Verwaltungszentrum Nytwa. Die Siedlung ist Sitz der Stadtgemeinde Uralskoje gorodskoje posselenije, zu der außerdem die Dörfer Prityka, Sukmany und Tjuleni sowie die Siedlungen bei der Bahnstation Sukmany und Kasarma 27-j km gehören, alle etwa 6 bis 7 km westlich. Ungefähr 2,5 km südwestlich der Ortsmitte von Uralski befindet sich der Ortsteil Tscherjomuschki.

## Geschichte
An Stelle der heutigen Siedlung wurde ein unbedeutendes Dorf namens Kamskoje Posselje 1863 erstmals urkundlich erwähnt. 1948 wurde im Zusammenhang mit der Errichtung eines großen holzverarbeitenden Betriebes mit dem Bau der heutigen Siedlung begonnen. Ihr Name ist von der Bezeichnung des Gebirges und der angrenzenden Region Ural abgeleitet, bedeutet also etwa „Ural-Siedlung“. Das Werk nahm 1956 den Betrieb auf und ist auch heute (Stand 2018, seit 2015 als SWESA Uralski) einer der größten Sperrholz- und Spanplattenhersteller Russlands. Am 8. September 1961 erhielt der Ort den Status einer Siedlung städtischen Typs.

### Bevölkerungsentwicklung
| Jahr | Einwohner |
| ---- | --------- |
| 1970 | 7770      |
| 1979 | 8343      |
| 1989 | 9017      |
| 2002 | 8929      |
| 2010 | 8014      |

Anmerkung: Volkszählungsdaten

## Verkehr
Straßenverbindung besteht nach Nytwa und zur benachbarten, flussabwärts gelegenen Siedlung Nowoiljinski sowie über eine unbefestigte Piste (Stand 2018) auch direkt zur knapp 10 km nordwestlich vorbeiführenden Zweigstrecke Jelabuga – Perm der föderalen Fernstraße M7 Wolga.
Die nächstgelegene Bahnstation Sukmany befindet sich 6 km westlich an einer Nebenstrecke von Tschaikowskaja an der Transsibirischen Eisenbahn, die gut 20 km nördlich vorbeiführt, nach Nytwa. Das holzverarbeitende Werk verfügt über eine Güteranschlussstrecke nach Sukmany und einen kleinen Flusshafen an der Kama.